# ビセートル病院

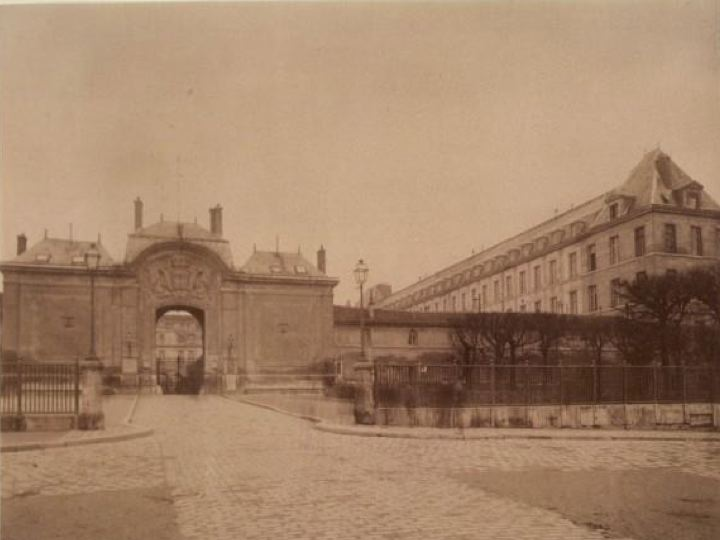
ビセートル病院（1901年）

ビセートル病院（びせーとるびょういん、L'hôpital de Bicêtre ）、ビセートル救済院（びせーとるきゅうさいいん）とはフランスの男子総合施療院。ヴァル＝ド＝マルヌ県ライ＝レ＝ローズ郡ル・クレムラン＝ビセートルにある。

## 概要
1656年、ルイ14世の指導により作られた精神障害者、犯罪者、浮浪者のうち男子を収容する施設である。女子はサルペトリエール病院（Hôpital de la Salpêtrière）へ収容された。元々はビセートル城であったがルイ13世が破壊を命じ、その跡地は傷病軍人用の病院に転用させた。病院は事実上、ヴァンサン・ド・ポールによって運営されていた（ル・クレムラン＝ビセートルの項を参照）。
当時の精神障害者の治療は、鎖に繋ぐ、独房に閉じこめておく、暴力で圧する、大量の水を浴びせる、瀉血などであった

## 歴史
- 1632年、ルイ13世はビセートル城の破壊を命じ、跡地に傷病軍人用の病院を建てるよう命じた
- 1656年、パリ市内および近郊の貧しい乞食の監禁のための一般施療院の設立を定める勅令（一般施療院令）が発令され、ルイ14世の指導により総合施療院化（名称はビセートル城のまま）
- 1783年、精神病患者とその施設の改善改革の一環で名称（性格）をビセートル救済院に変更する
- 1792年、フィリップ・ピネルが赴任する

## 文学
「死刑囚最期の一日」（ヴィクトル・ユーゴー）の舞台となっている。